# Ctenotus serventyi
Espèce
Ctenotus serventyi est une espèce de sauriens de la famille des Scincidae.

## Répartition
Cette espèce est endémique d'Australie-Occidentale en Australie.

## Étymologie
Cette espèce est nommée en l'honneur de Dominic Louis Serventy.

## Publication originale
- Storr, 1975 : The genus Ctenotus (Lacertilia: Scincidae) in the Kimberley and North-west Divisions of Western Australia. Records of the Western Australian Museum, vol. 3, no 3, p. 209-243 (texte intégral).